# Robert Duncan (poeta)
Robert Duncan (Oakland, 7 gennaio 1919 – San Francisco, 3 febbraio 1988) è stato un poeta statunitense e uno studioso di Hilda Doolittle e della tradizione esoterica occidentale. Trascorse gran parte della sua vita a San Francisco e nei dintorni. Anche se associato a un numerose tradizioni letterarie e scuole, Duncan viene spesso identificato con i poeti della New American Poetry e Black Mountain College. Le opere della maturità di Duncan nacquero negli anni 1950 nel contesto letterario della Beat Generation. Duncan fu una figura chiave della San Francisco Renaissance.

## Panoramica
Non solo Duncan è stato un poeta difficile, anche la sua presenza di intellettuale si è avvertita in molteplici aspetti della cultura di massa. Il nome Duncan è rilevante nella storia della cultura gay precedente i Moti di Stonewall e nella nascita delle comunità socialiste bohémien degli anni 1930 e 1940, nella Beat Generation e anche nei fermenti politici e culturali degli anni 1960, influenzando i circoli dell'occulto e gnostici del tempo. Durante l'ultima parte della sua vita, le opere di Duncan, pubblicate dal City Lights e New Directions, vennero distribuite in tutto il mondo e la sua influenza come poeta è evidente oggi nelle opere tradizionali e di avanguardia.

## Nascita e primi anni
Duncan nacque a Oakland col nome Edward Howard Duncan Jr. La madre, Marguerite Pearl Carpenter, era morta di parto e suo padre, senza occupazione fissa, non era in grado di mantenerlo; così nel 1920 fu adottato da Edwin Joseph Symmes e Minnehaha Harris, una coppia di devoti teosofi. Lo ribattezzarono Robert Symmes Edward; solo dopo la sua esenzione dal servizio militare, nel 1941, prese il nome Robert Edward Duncan mescolando il nome precedente e quello attuale.
I coniugi Symmes avevano iniziato la pianificazione per l'arrivo del bambino molto prima della sua adozione. Le condizioni per la sua adozione che dovevano essere soddisfatte erano: essere nato al momento e nel luogo designato dagli astrologi, sua madre doveva essere morta subito dopo il parto e di discendenti protestanti anglosassoni. La sua infanzia fu normale, e i suoi genitori erano membri della loro comunità popolari e socievoli - Edwin era un affermato architetto e Minnehaha dedicava molto del suo tempo in associazioni di volontariato.
Robert crebbe circondato in un modo o nell'altro dall'occulto, era bene a conoscenza delle circostanze della sua nascita e adozione volute dal fato e i suoi genitori interpretavano scrupolosamente i suoi sogni. Gli venne anche pronosticato che in vita sarebbe stato testimone di un olocausto che avrebbe portato ad una seconda morte della civiltà. La famiglia adottò anche un secondo figlio nel 1920: Barbara Eleanor Symmes. Era nata quasi un anno dopo di lui, il 6 gennaio, ed era stata scelta in circostanze simili a quelle del fratello, la sua presenza avrebbe dovuto portare un buon "karma" nella famiglia.
All'età di tre anni, Duncan rimase ferito in un incidente sulla neve che lo portò a diventare strabico e a vedere doppio. In Roots and Branches, il suo secondo importante libro, scrisse "ho sempre avuto una memoria doppia, lo spostamento verticale e orizzontale della visione in seguito determinò una separazione, specializzazione della vista da vicino e da lontano. Una immagine a destra e l'altra sopra."
Dopo la morte del padre adottivo nel 1936, Duncan iniziò a studiare all'Università della California a Berkeley. Cominciò a scrivere poesie ispirate in parte dalle sue idee politiche di sinistra e acquistò una reputazione di bohémien. I suoi amici, che ebbero su di lui anche un certo ascendente, includevano tra gli altri Mary e Lilli Fabilli, la poetessa e pittrice Virginia Admiral, il critico cinematografico Pauline Kael e la scrittrice Ida Bear. Duncan ebbe successo come narratore, poeta e bohémien alle prime armi, ma al suo secondo anno universitario (sophomore) abbandonò gli studi e smise di frequentare le esercitazioni militari obbligatorie.
Nel 1938, frequentò brevemente il Black Mountain College, ma lo lasciò dopo una discussione sulla guerra civile spagnola con alcuni docenti. Trascorse due anni a Filadelfia e poi si trasferì a Woodstock (New York), dove entrò in una comune gestita da James Cooney. Lì lavorò alla rivista di Cooney The Phoenix e incontrò Henry Miller e Anaïs Nin che apprezzarono la sua poesia. Piacquero meno le sue tendenze pagane.

## Duncan e l'omosessualità
Mentre viveva a Philadelphia, Duncan ebbe la prima relazione omosessuale documentata con un docente che aveva conosciuto a Berkeley. Nel 1941 fu arruolato e inviato per l'addestramento a San Antonio. Dopo un mese dichiarò la sua omosessualità e fu congedato. Risale al 1943 la sua prima relazione con una donna, che si concluse dopo un breve, disastroso matrimonio. Seguì, nel 1944, una relazione con il pittore espressionista astratto Robert De Niro, Sr., il padre del celebre attore Robert De Niro Jr.
Duncan è una figura prominente nella storia della cultura gay prima delle proteste di Stonewall. Nel 1944, Duncan scrisse il saggio, divenuto un punto di riferimento, The Homosexual in Society . In questo lavoro confrontava la situazione degli omosessuali con quella degli afroamericani ed ebrei; fu pubblicato nel periodico di Dwight Macdonald politics. L'opera di Duncan è considerata un trattato pionieristico sulle esperienze degli omosessuali nella società americana in quanto comparve un decennio prima di qualsiasi movimento organizzato dei diritti gay (come la Mattachine Society).
Nel 1951 Duncan incontrò l'artista Jess Collins e iniziò una collaborazione e una relazione che durò 37 anni, fino alla morte di Duncan.

## San Francisco
Duncan tornò a San Francisco nel 1945 e divenne amico di Helen Adam, Madeline Gleason, e Kenneth Rexroth (con il quale era stato in contatto epistolare per qualche tempo). Tornò a Berkeley per studiare letteratura medievale e rinascimentale e alimentò la sua reputazione di figura sciamanica nei circoli di poesia e artistici di San Francisco. Fece anche amicizia con i poeti Jack Spicer, Robin Blaser, James Broughton e il romanziere Philip K. Dick. Nei primi anni 1950 cominciò a pubblicare sul periodico Origin di Cid Corman e sulla Black Mountain Review e nel 1956 trascorse qualche tempo insegnando presso il Black Mountain College. Queste connessioni contribuirono a coinvolgere alcuni Black Mountain poets nella San Francisco Renaissance. Fu anche una figura di spicco nella cerchia di pittori di San Francisco, che comprendeva i suoi compagni di lunga data Jess Collins e Norris Embry.

## Lavori della maturità
Nel corso del 1960, Duncan raggiunse un notevole successo artistico e di critica con tre libri, The Opening of the Field (1960), Roots and Branches (1964) e Bending the Bow (1968). Queste sono generalmente considerate le sue opere più significative. La sua poesia è modernista nella sua preferenza per l'impersonale, il mitico e lo ieratico, ma romantica nel suo privilegiare l'organico, l'irrazionale e il primordiale, il non-ancora-articolato che si fa strada ciecamente nel linguaggio come un salmone che risale la corrente:
further the poem. "They came up

and died

just like they do every year

on the rocks."

The poem

feeds upon thought, feeling, impulse,

to breed itself,

a spiritual urgency at the dark ladders leaping.»
favoriscono la poesia. "Crescono

e muoiono

proprio come fanno ogni anno

sulle rocce".

La poesia

si nutre di pensiero, sentimento, impulso,

per riprodursi,

una urgenza spirituale che salta su scale buie.»
The Opening of the Field comprende liriche brevi, una raccolta di prose poetiche denominata The Structure of Rime e un lungo poema chiamato Poem Beginning with a Line by Pindar, che attinge materiali da Pindaro, Francisco Goya, Walt Whitman, Ezra Pound, Charles Olson e il mito di Persefone in un'estesa visionaria ed estatica fuga alla maniera dei Canti pisani di Pound.
Dopo Bending the Bow scelse di non pubblicare più per quindici anni. Michael Palmer, amico di Duncan e anche lui poeta, scrive su questo periodo nel suo saggio Ground Work: On Robert Duncan:
(Michael Palmer)

## Opere complete
The Collected Writings of Robert Duncan appariranno nel gennaio 2011 con la pubblicazione del primo volume: The H.D. Book . Saranno complessivamente sei volumi tra cui The H.D. Book: - Early Poems, Plays, and Prose; - Later Poems, Plays, and Prose; - Critical Prose - e di due altri volumi di contenuto non ancora noto.